# 科伯恩 (加利福尼亞州)
科伯恩（英語：Coburn）是位於美國加利福尼亞州蒙特雷縣的一個非建制地區。該地的面積和人口皆未知。

## 地理
科伯恩的座標為36°17′19″N 121°09′10″W / 36.28861°N 121.15278°W，而該地的平均海拔高度為86米（即282英尺）。